# Башня Зиммера
Башня Зиммера (нидерл. Zimmertoren, ранее также башня Корнелиуса Corneliustoren) — средневековая оборонительная башня в городе Лир (Бельгия), бывшая ранее частью городских укреплений.

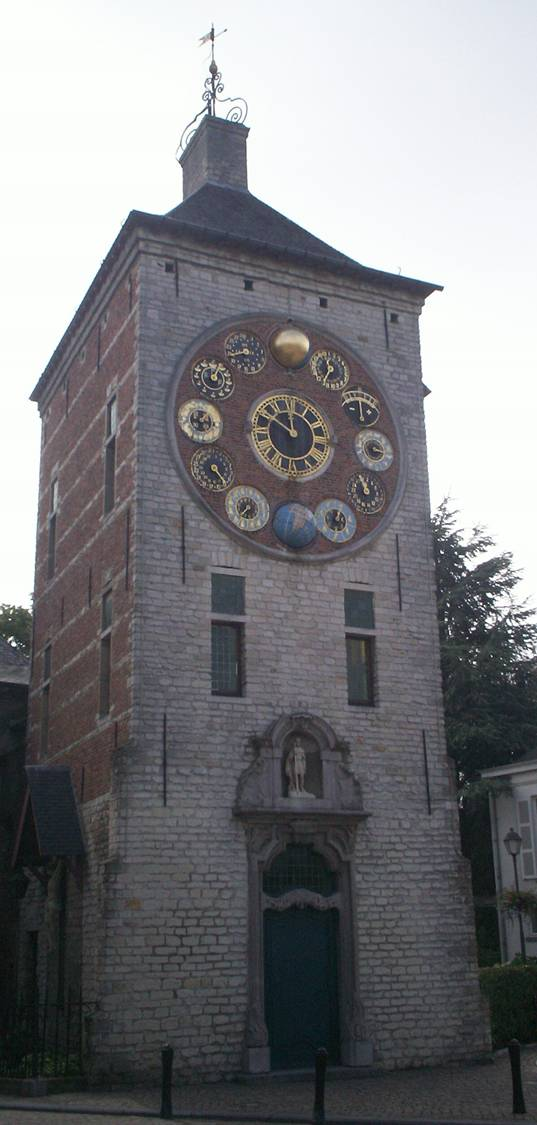
Башня Зиммера

Башня была построена не позднее 1425 года (точная дата строительства неизвестна). В 1812 году башня была продана городским правлением, но после Первой мировой войны её вновь выкупили, чтобы снести. Однако в 1928 году часовщик Луи Зиммер подарил городу Юбилейные часы (нидерл. Jubelklok) своей работы. Эти часы показывали время на всех континентах, фазы Луны, время приливов и отливов и многие другие периодические явления. Разместить часы решили в старой башне, которую для этого пришлось существенно перестроить. В честь часовщика башню переименовали в башню Зиммера. Часы имеют 57 циферблатов (из них 13 расположено с внешней стороны башни).
В 1960 году рядом с башней был выстроен павильон для новых часов, настоящего шедевра всё того же Зиммера — Чудо-часов (нидерл. Wonderklok) (сами Чудо-часы были изготовлены в 1935 году для Всемирной выставки в Брюсселе; позднее они демонстрировались в США). Вокруг одного из циферблатов этих часов движется самая медленная стрелка в мире — её полный оборот будет длиться 25800 лет, что соответствует периоду прецессии земной оси. Впоследствии Зиммер пристроил к часам механический планетарий.
Чудо-часы произвели впечатление на Эйнштейна, который поздравил Зиммера с созданием этого удивительного механизма.
В 1980 году башня получила статус памятника, охраняемого государством.
У подножия башни расположена площадь, на поверхности которой при помощи металлических кружочков и колец изображена схема Солнечной системы (кружочки обозначают Солнце и планеты, кольца — орбиты планет). Кроме девяти «обычных» планет на этой схеме обозначены малые планеты Феликс (№ 1664, открыта в 1929) и Зиммер (№ 3064, открыта в 1984), названные: первая — в честь писателя Феликса Тиммерманса, уроженца Лира, вторая — в честь часовщика Луи Зиммера.
Сейчас башня Зиммера и павильон с Чудо-часами — музей.

## Описание циферблатов

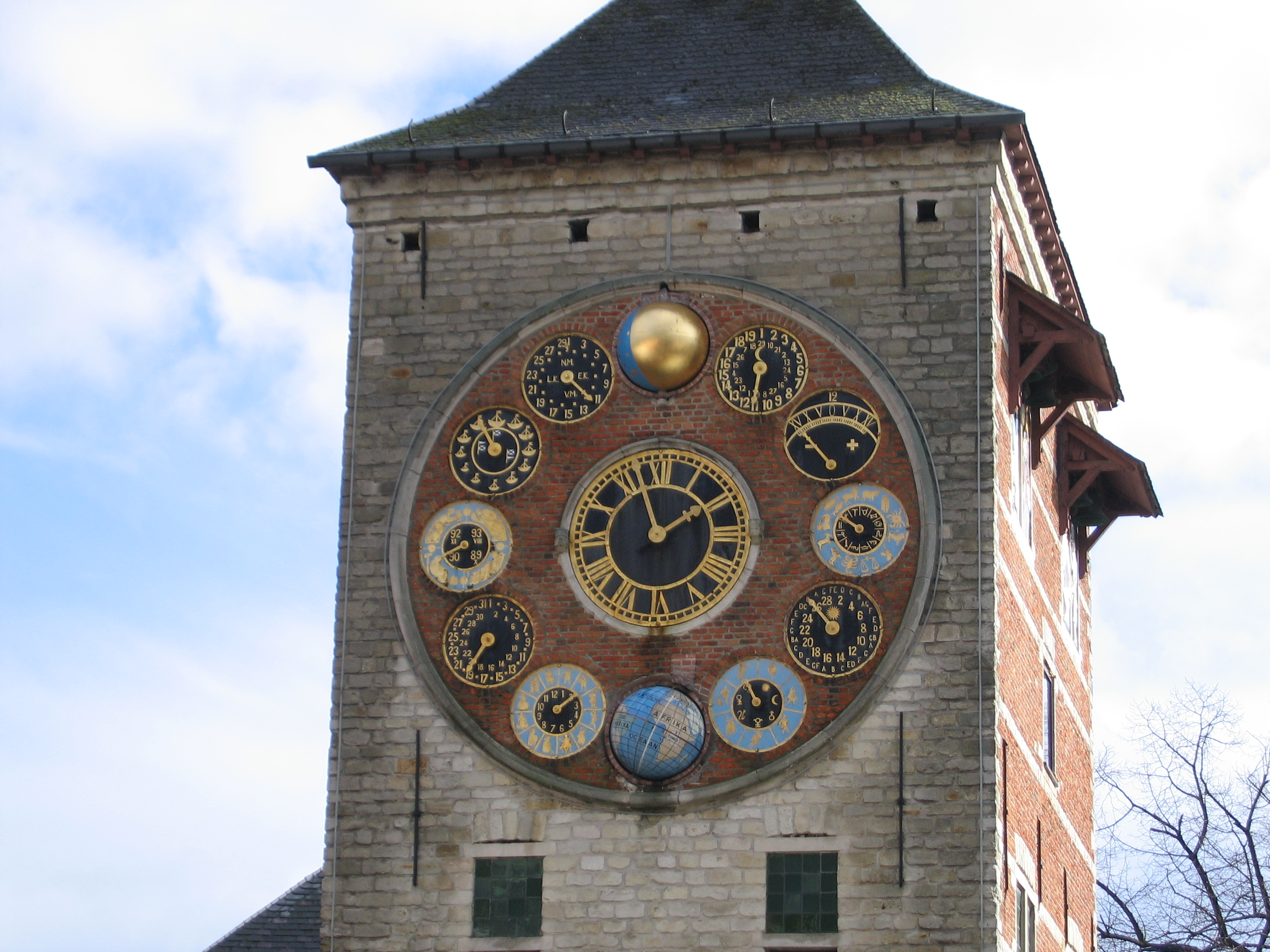
Описание циферблатов на Юбилейных часах, начиная с циферблата в положении «2 часа» и двигаясь по часовой стрелке: уравнение времени, зодиак, Солнечный календарный цикл и доминирующая буква, неделя, земной шар, месяцы, календарные даты, времена года, приливы, возраст Луны, фазы Луны, метонов цикл и епакта.

Юбилейные часы имеют в центре один большой циферблат диаметром 1,5 метра. Этот циферблат показывает точное время (UTC+1; при переходе на летнее время вместо этого используется UTC+2). Двенадцать циферблатов вокруг центрального циферблата показывают следующее (начиная с циферблата в положении «2 часа» и двигаясь по часовой стрелке): уравнение времени, зодиак, солнечный цикл и доминирующую букву, неделю, земной шар, месяцы, календарные даты, времена года, приливы и отливы, возраст Луны, фазы Луны и метонов цикл, а также епакту.

### Уравнение времени

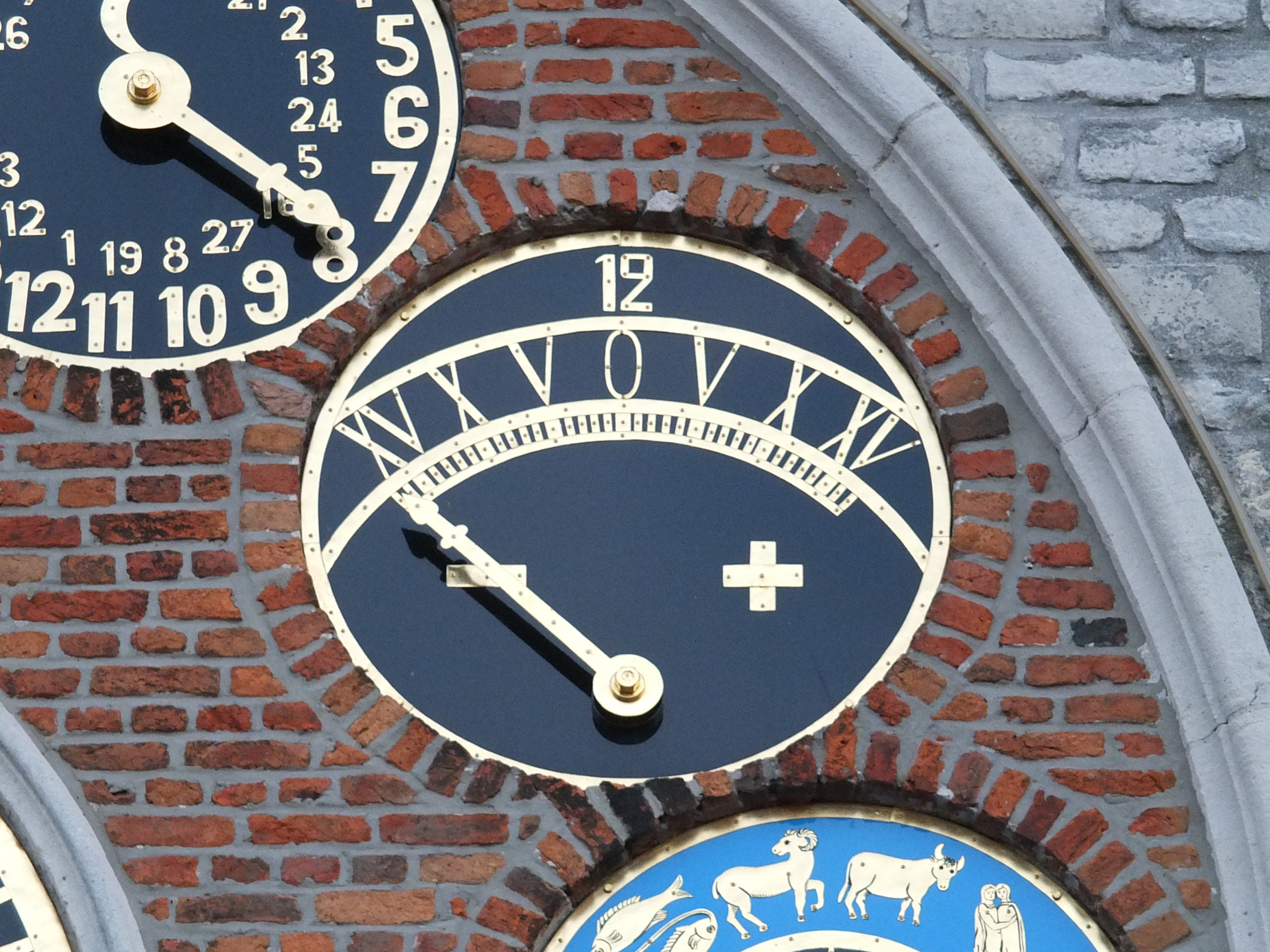
Уравнение времени

Этот циферблат показывает разницу в минутах между видимым солнечным временем и средним солнечным временем. Положительные значения указывают на то, что видимое солнечное время опережает среднее солнечное время, с максимальными опережениями около 3 ноября и 15 мая. Отрицательные значения указывают на то, что видимое солнечное время отстает от среднего солнечного времени, с максимальными отставаниями около 12 февраля и 27 июля.
Разница равна нулю четыре раза в год; примерно 16 апреля, 15 июня, 1 сентября и 25 декабря.

### Зодиак

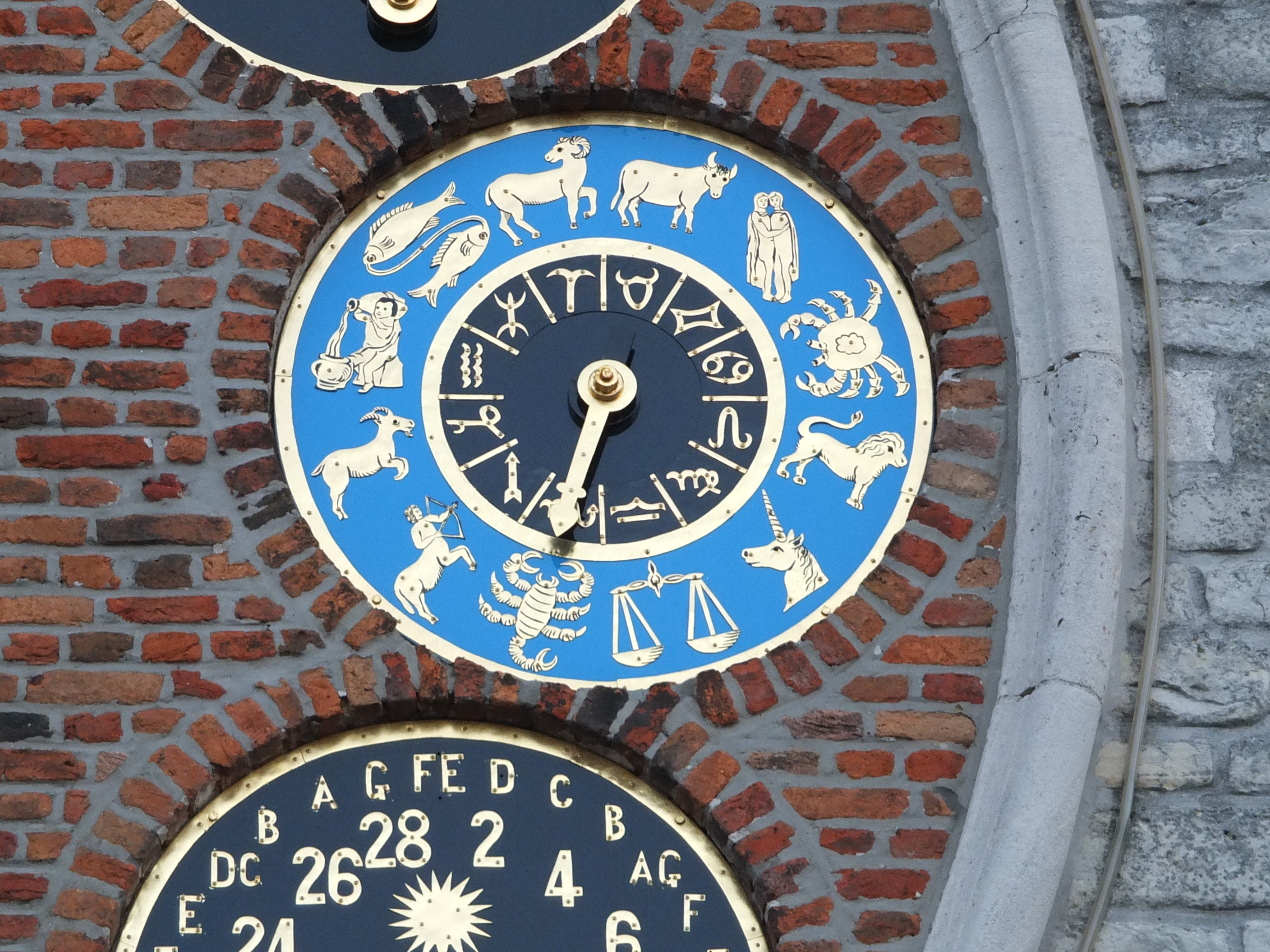
Зодиак

Каждый год солнце описывает воображаемый круг вокруг земли, называемый зодиаком. Зодиак разделен на двенадцать сегментов, каждый из которых обозначен знаком, связанным с созвездием. Знаки Весны; Овен, Телец, Близнецы. Знаки Лета; Рак, Лев, Дева. Знаки Осени; Весы, Скорпион, Стрелец. Знаки Зимы; Козерог, Водолей, Рыбы. Один оборот этого циферблата занимает год.
Обратите также внимание на то, что вместо Девы на циферблате изображён единорог как символ девственности и непорочности.

### Солнечный цикл и Доминирующая буква

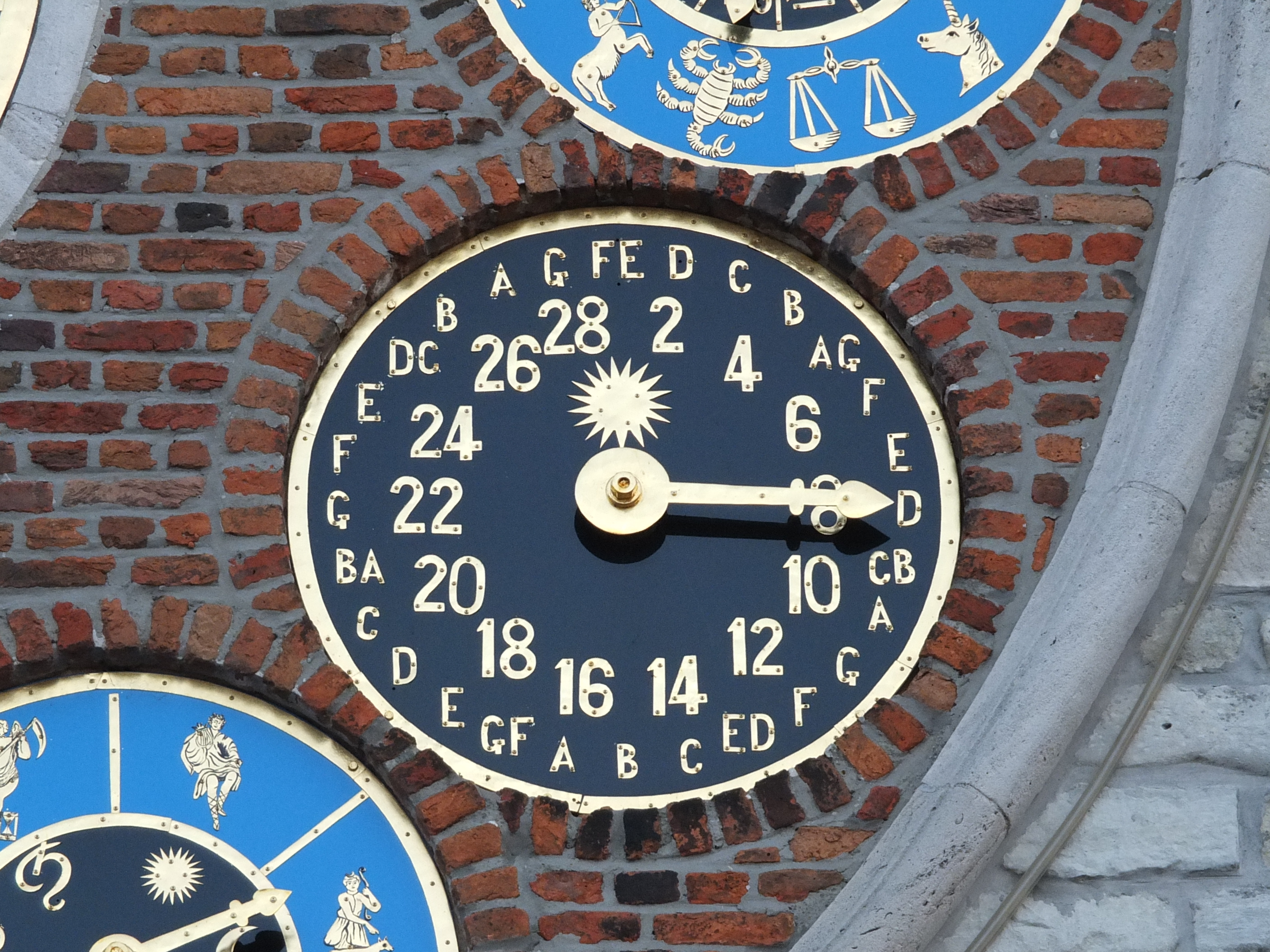
Солнечный календарный цикл и Доминирующая буква

Солнечный цикл — это 28-летний цикл. По прошествии 28 лет даты снова появляются в том же порядке. На внутреннем круге стрелка указывает текущий год солнечного цикла. На внешнем круге стрелка показывает соответствующую доминирующую букву. Доминирующая буква указывает день, на который приходится первое воскресенье года. Буква A означает, что первое воскресенье года придется на 1 января. Буква Е, например, указывает на то, что первое воскресенье будет 5 января. Високосные годы имеют две доминирующие буквы, потому что доминирующая буква меняется в конце февраля. Первая буква охватывает январь и февраль, а вторая - с марта по декабрь. Для високосных лет во внешнем круге будут показаны две доминирующие буквы. Цикл доминирующих букв для обычных лет составляет два раза в 11 лет и один раз в 6 лет, в то время как для високосных лет — один раз в 28 лет. 2008 (високосный год, начинающийся во вторник) является 1 годом цикла, в то время как 2007 (обычный год, начинающийся в понедельник) является 28 годом цикла. Вот список годов этого цикла с 1980 по 2007:
- 1980 год был високосным годом, начинавшимся во вторник, его доминирующие буквы, соответственно, были FE, был 1 годом цикла.
- 1981 год был обычным годом, начинавшимся в четверг, его доминирующая буква, соответственно, была D, был 2 годом цикла.
- 1982 год был обычным годом, начинавшимся в пятницу, его доминирующая буква, соответственно, была C, был 3 годом цикла.
- 1983 год был обычным годом, начинавшимся в субботу, его доминирующая буква, соответственно, была B, был 4 годом цикла.
- 1984 год был високосным годом, начинавшимся в воскресенье, его доминирующие буквы, соответственно, были AG, был 5 годом цикла.
- 1985 год был обычным годом, начинающимся во вторник, его доминирующая буква, соответственно, была F, был 6 годом цикла.
- 1986 год был обычным годом, начинающимся в среду, его доминирующая буква, соответственно, была E, был 7 годом цикла.
- 1987 год был обычным годом, начинающимся в четверг, его доминирующая буква, соответственно, была D, был 8 годом цикла.
- 1988 год был високосным годом, начинавшимся в пятницу, его доминирующие буквы, соответственно, были CB, был 9 годом цикла.
- 1989 год был обычным годом, начинающимся в воскресенье, его доминирующая буква, соответственно, была A, был 10 годом цикла.
- 1990 год был обычным годом, начинающимся в понедельник, его доминирующая буква, соответственно, была G, был 11 годом цикла.
- 1991 год был обычным годом, начинающимся во вторник, его доминирующая буква, соответственно, была F, был 12 годом цикла.
- 1992 год был високосным годом, начинавшимся в среду, его доминирующие буквы, соответственно, были ED, был 13 годом цикла.
- 1993 год был обычным годом, начинающимся в пятницу, его доминирующая буква, соответственно, была C, был 14 годом цикла.
- 1994 год был обычным годом, начинающимся в субботу, его доминирующая буква, соответственно, была B, был 15 годом цикла.
- 1995 год был обычным годом, начинающимся в воскресенье, его доминирующая буква, соответственно, была A, был 16 годом цикла.
- 1996 год был високосным годом, начинавшимся в понедельник, его доминирующие буквы, соответственно, были GF, был 17 годом цикла.
- 1997 год был обычным годом, начинающимся в среду, его доминирующая буква, соответственно, была E, был 18 годом цикла.
- 1998 год был обычным годом, начинающимся в четверг, его доминирующая буква, соответственно, была D, был 19 годом цикла.
- 1999 год был обычным годом, начинающимся в пятницу, его доминирующая буква, соответственно, была С, был 20 годом цикла.
- 2000 год был високосным годом, начинавшимся в субботу, его доминирующие буквы, соответственно, были BA, был 21 годом цикла.
- 2001 год был обычным годом, начинающимся в понедельник, его доминирующая буква, соответственно, была G, был 22 годом цикла.
- 2002 год был обычным годом, начинающимся во вторник, его доминирующая буква, соответственно, была F, был 23 годом цикла.
- 2003 год был обычным годом, начинающимся в среда, его доминирующая буква, соответственно, была E, был 24 годом цикла.
- 2004 год был високосным годом, начинавшимся в четверг, его доминирующие буквы, соответственно, были DC, был 25 годом цикла.
- 2005 год был обычным годом, начинающимся в субботу, его доминирующая буква, соответственно, была B, был 26 годом цикла.
- 2006 год был обычным годом, начинающимся в воскресенье, его доминирующая буква, соответственно, была A, был 27 годом цикла.
- 2007 год был обычным годом, начинающимся в понедельник, его доминирующая буква, соответственно, была G, был 28 и финальным годом цикла.

### Неделя

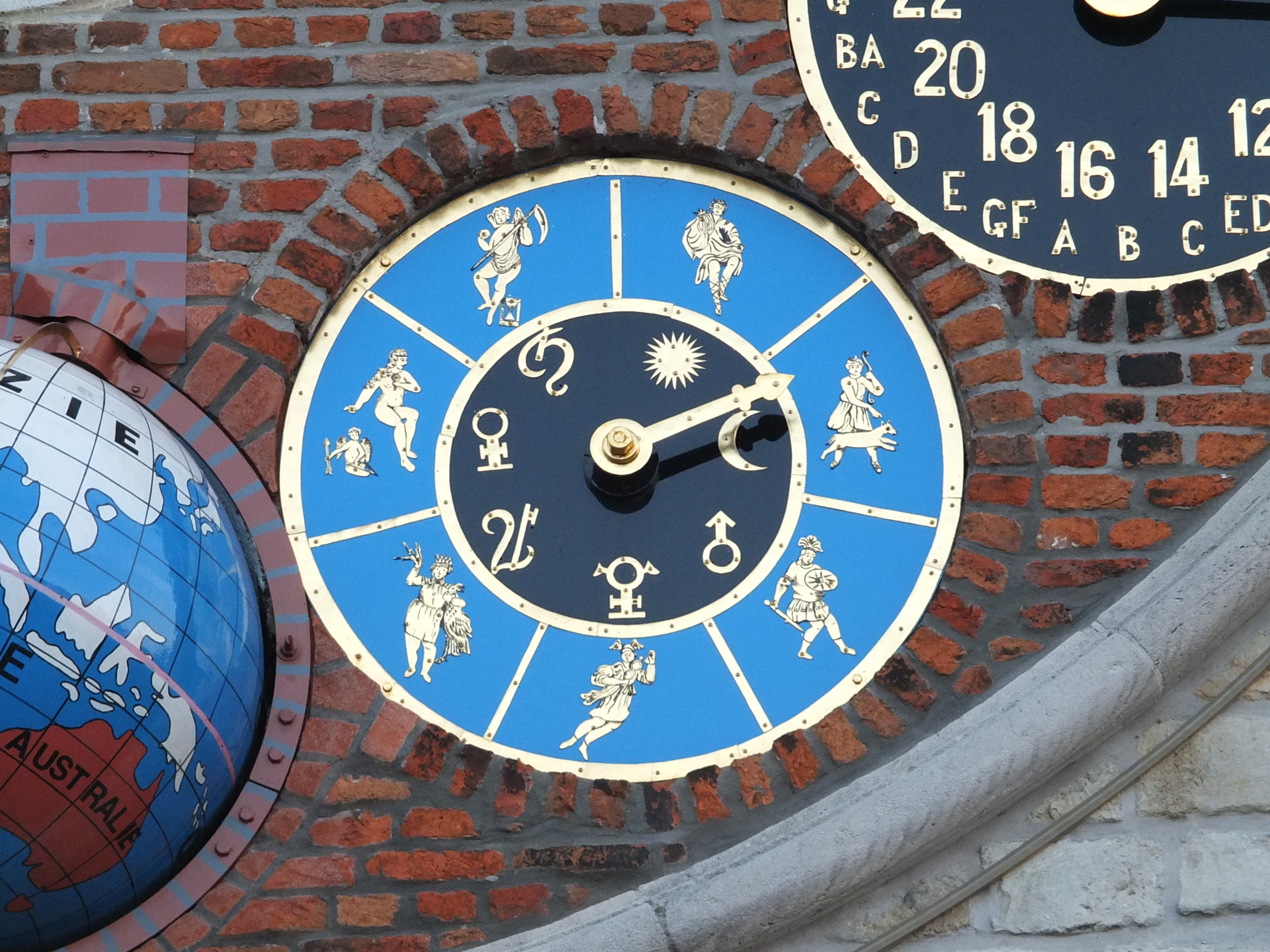
Неделя

Этот циферблат показывает семь дней недели, представленных античными богами и их символами.
| День        | Бог      | Символ         |
| ----------- | -------- | -------------- |
| Воскресенье | Аполлон  | Солнце         |
| Понедельник | Диана    | Луна           |
| Вторник     | Марс     | Копьё          |
| Среда       | Меркурий | Золотой посох  |
| Четверг     | Юпитер   | Вспышка молнии |
| Пятница     | Венера   | Зеркало        |
| Суббота     | Сатурн   | Серп и коса    |

### Земной шар

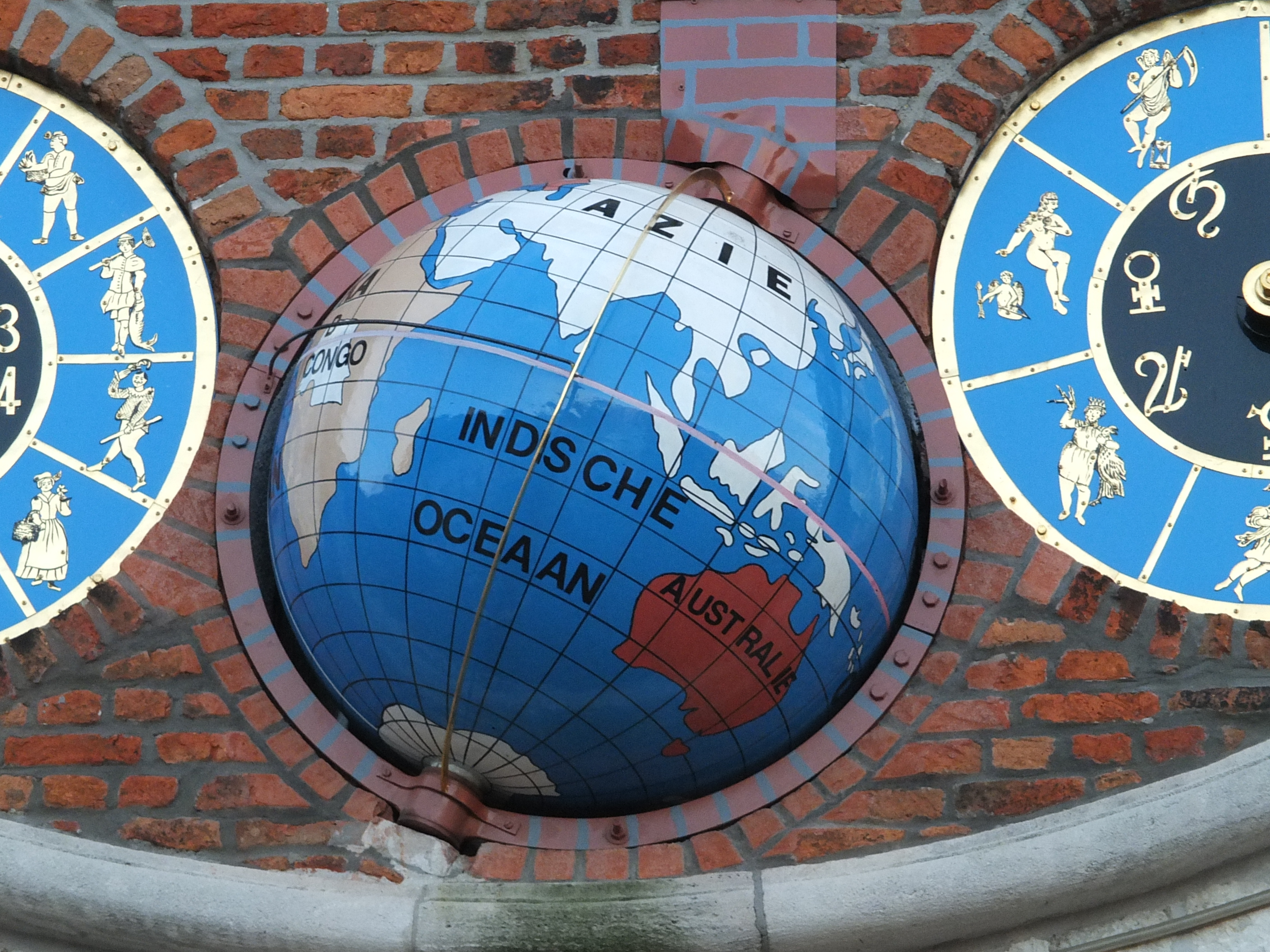
Земной шар

Вращение Земли вызывает день и ночь. В той части земного шара, которая в данный момент видна, сейчас день. В местах на земле, которые проходят под фиксированным меридианом (золотой пояс, идущий от Северного полюса к Южному), полдень наступает в одно и то же время. Земной шар делает полный оборот за 24 часа.

### Месяцы

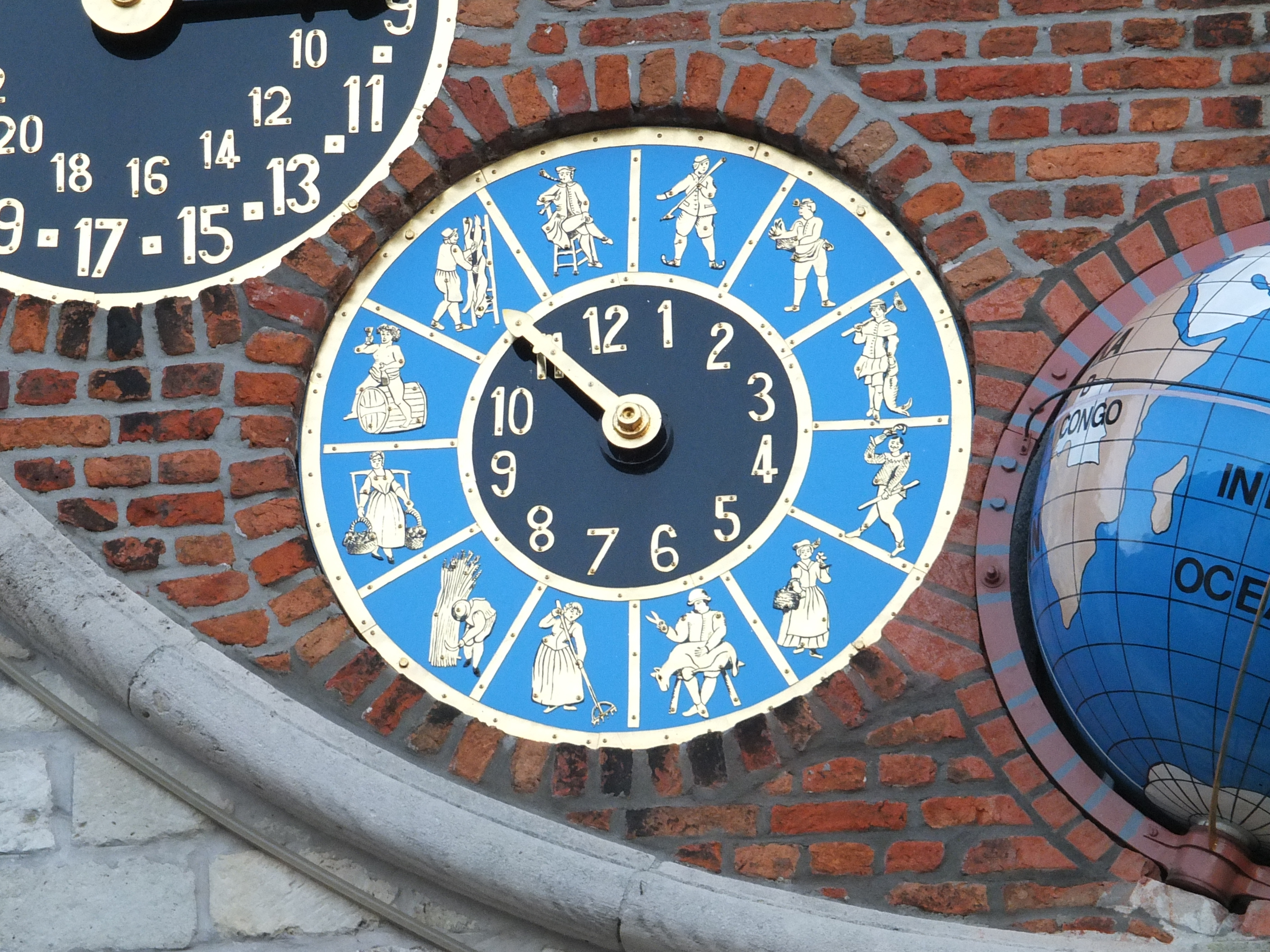
Месяцы

На этом циферблате изображены двенадцать месяцев. Стрелка показывает текущий месяц. Один оборот стрелки занимает год. Также для каждого месяца придумано его обозначение:
| Номер | Месяц    | Обозначение на циферблате | Количество дней            |
| ----- | -------- | ------------------------- | -------------------------- |
| 1     | Январь   | Месяц льда                | 31                         |
| 2     | Февраль  | Месяц уток                | 28 (29 в високосных годах) |
| 3     | Март     | Месяц рыбы                | 31                         |
| 4     | Апрель   | Месяц арлекина            | 30                         |
| 5     | Май      | Месяц цветов              | 31                         |
| 6     | Июнь     | Месяц стрижки             | 30                         |
| 7     | Июль     | Месяц сена                | 31                         |
| 8     | Август   | Месяц жатвы               | 31                         |
| 9     | Сентябрь | Месяц фруктов             | 30                         |
| 10    | Октябрь  | Месяц вина                | 31                         |
| 11    | Ноябрь   | Месяц убоя                | 30                         |
| 12    | Декабрь  | Месяц отдыха              | 31                         |

### Календарные даты

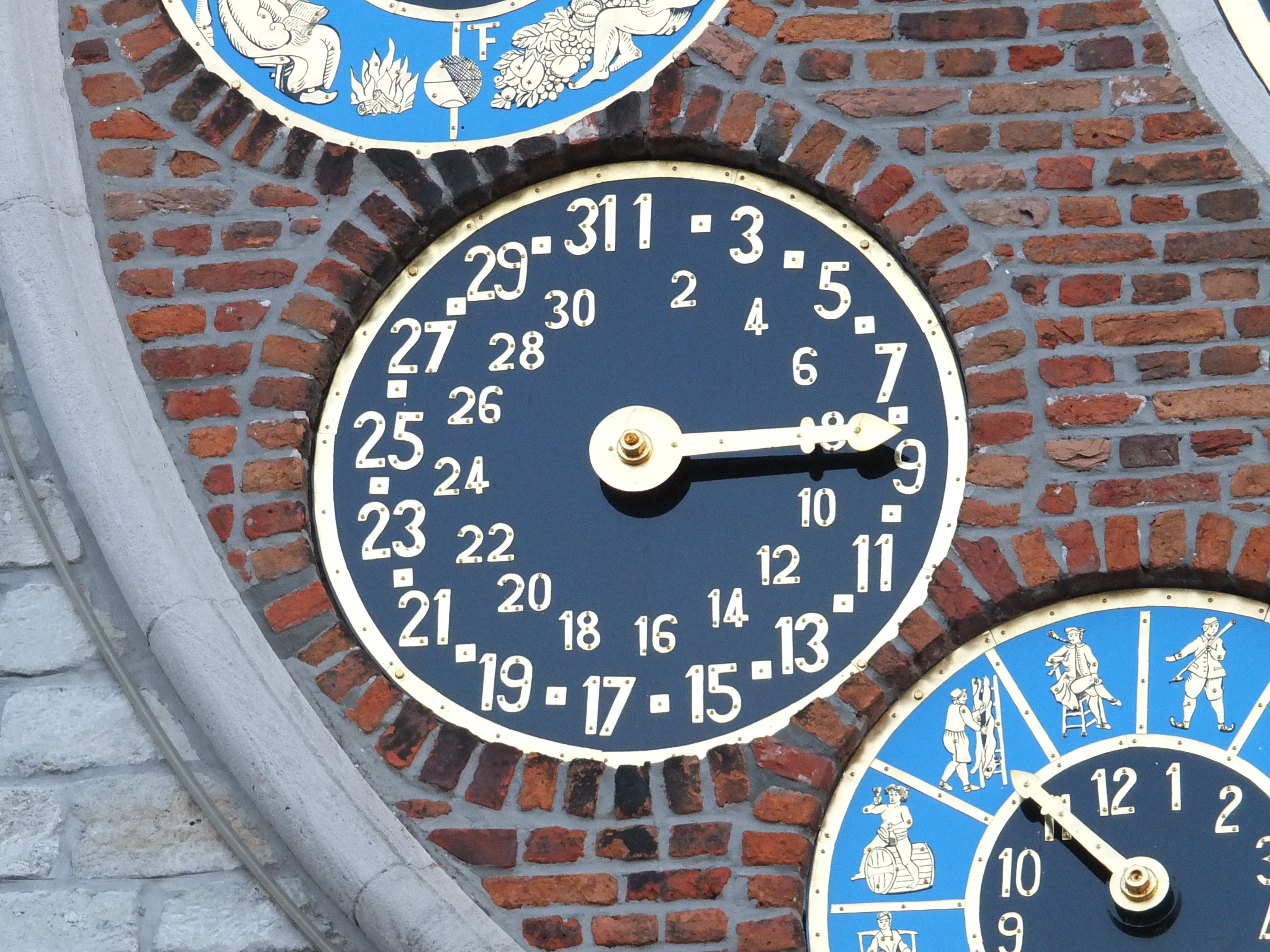
Календарные даты

Этот циферблат показывает точную дату. Нумерация идет до 31, максимального количества дней в месяце. В месяцах, в которых меньше дней (28, 29 или 30), стрелка автоматически перемещается вперед на первый день следующего месяца. Месяцы с 31 днем - Январь, Март, Май, Июль, Август, Октябрь и Декабрь, месяцы с 30 днями - Апрель, Июнь, Сентябрь и Ноябрь. Февраль - единственный месяц, в котором меньше 30 дней. В феврале всего 28 дней (или 29 дней в високосные годы).

### Времена года

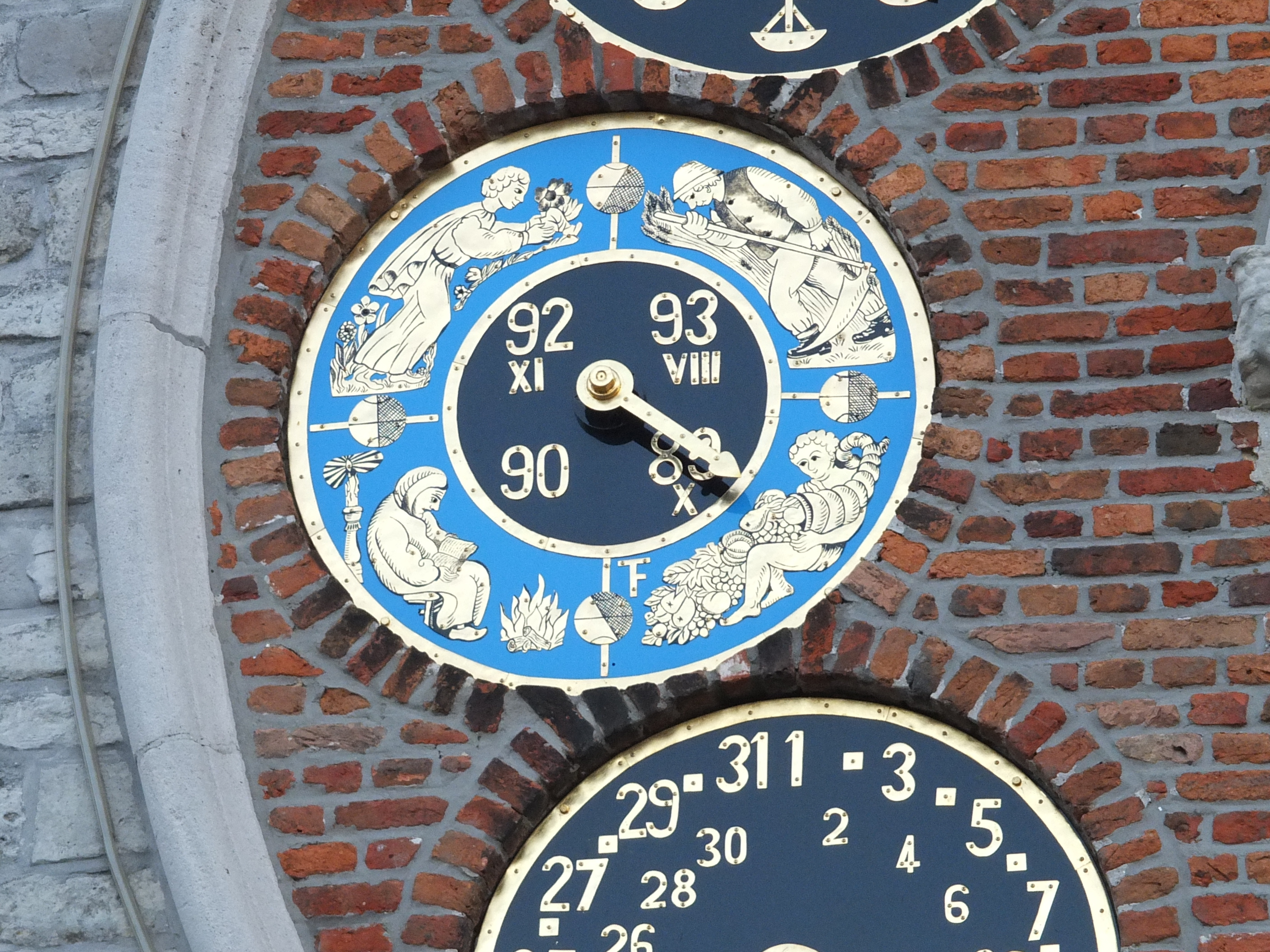
Времена года

На циферблате изображены четыре рисунка Феликса Тиммерманса, представляющие четыре времени года. Весна представлена ребёнком с цветами (вверху слева), лето представлено человеком, косящим пшеницу (вверху справа), осень символизируется юношей с рогом изобилия, фруктами и овощами (внизу справа), зима изображена в виде пожилой дамы, читающей у камина (внизу слева). Продолжительность сезона обозначается арабскими цифрами для дней и римскими цифрами для часов. Весна длится 92 дня и 11 часов. Лето длится 93 дня и 8 часов. Осень длится 89 дней и 10 часов. Зима длится ровно 90 дней.
На разделительных линиях между рисунками изображен маленький глобус, указывающий на ту часть земного шара, которая освещается Солнцем в начале сезона. Различия в освещенности в течение года вызваны наклоном земной оси. Стрелка совершает один оборот в год и показывает текущий сезон.

### Приливы и отливы

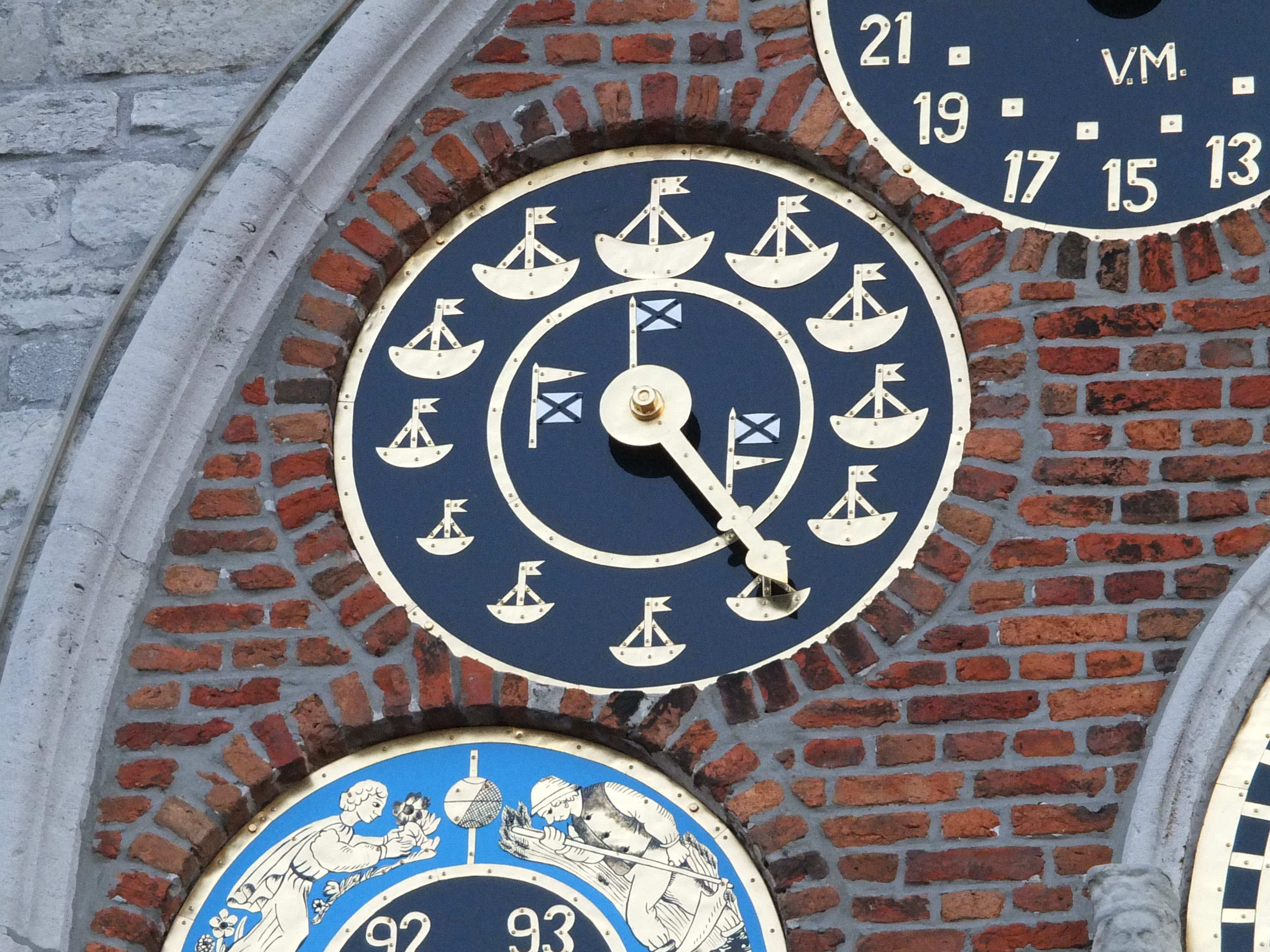
Приливы и отливы

Циферблат показывает приливы и отливы в Лире, Бельгия. Самый большой корабль и флаг без вымпела указывают на высокую воду. Когда вымпел находится над флагом, это означает разлив. Когда вымпел находится под флагом, это означает отлив. В Лире вода поднимается в течение 3 часов 53 минут и опускается в остальные часы. Стрелка на этом циферблате совершает почти два оборота в день.

### Возраст Луны

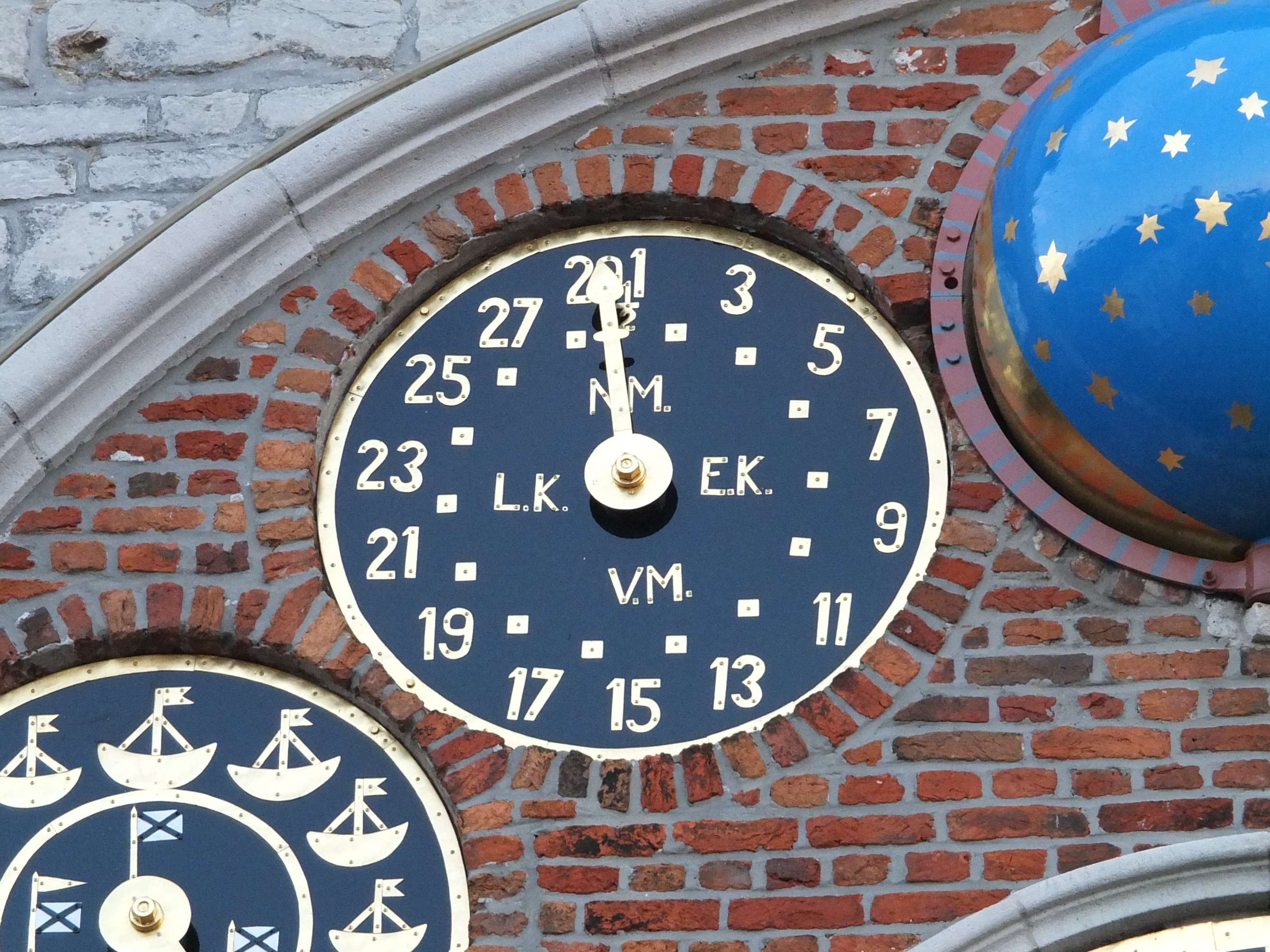
Возраст Луны

Время между двумя полнолуниями составляет примерно 29 дней, 12 часов и 44 минут. Это время, необходимое Луне, чтобы совершить один оборот вокруг Земли.
Циферблат показывает, сколько дней прошло с момента последнего новолуния, указывая день в лунном цикле и показывая по внутренней окружности её фазу: Новолуние (нидерл. Nieuwe Maan, N.M.), Первая четверть (нидерл. Eerste Kwartier, E.K.), Полнолуние (нидерл. Volle Maan, V.M.) и Последняя четверть (нидерл. Laatste Kwartier, L.K.).

### Фазы Луны

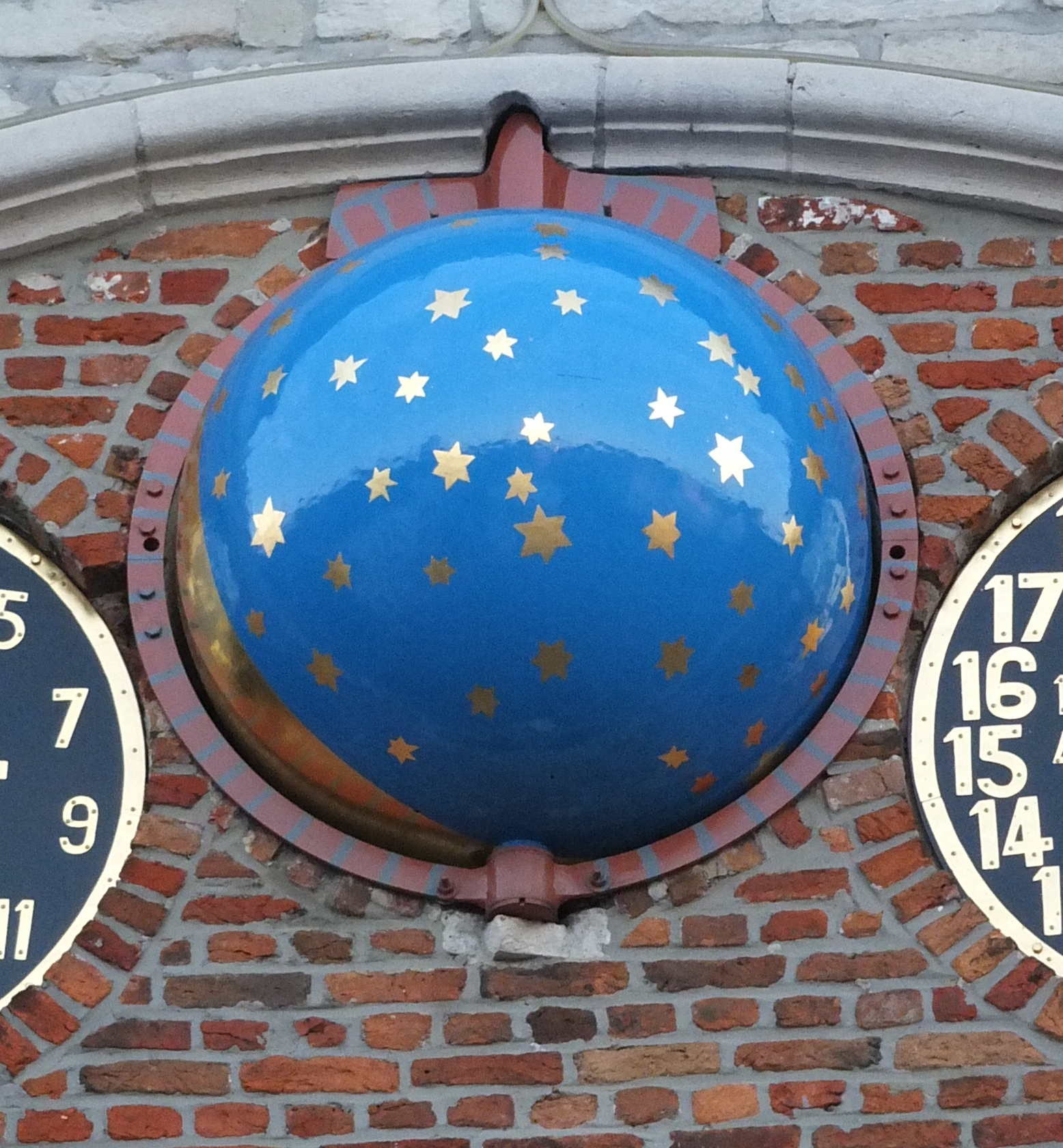
Фазы Луны

Этот глобус, окрашенный наполовину в золотой, наполовину в голубой цвет с золотыми звездами, показывает фазы Луны. Золотая часть представляет собой видимую часть Луны.

### Метонов цикл и епакта

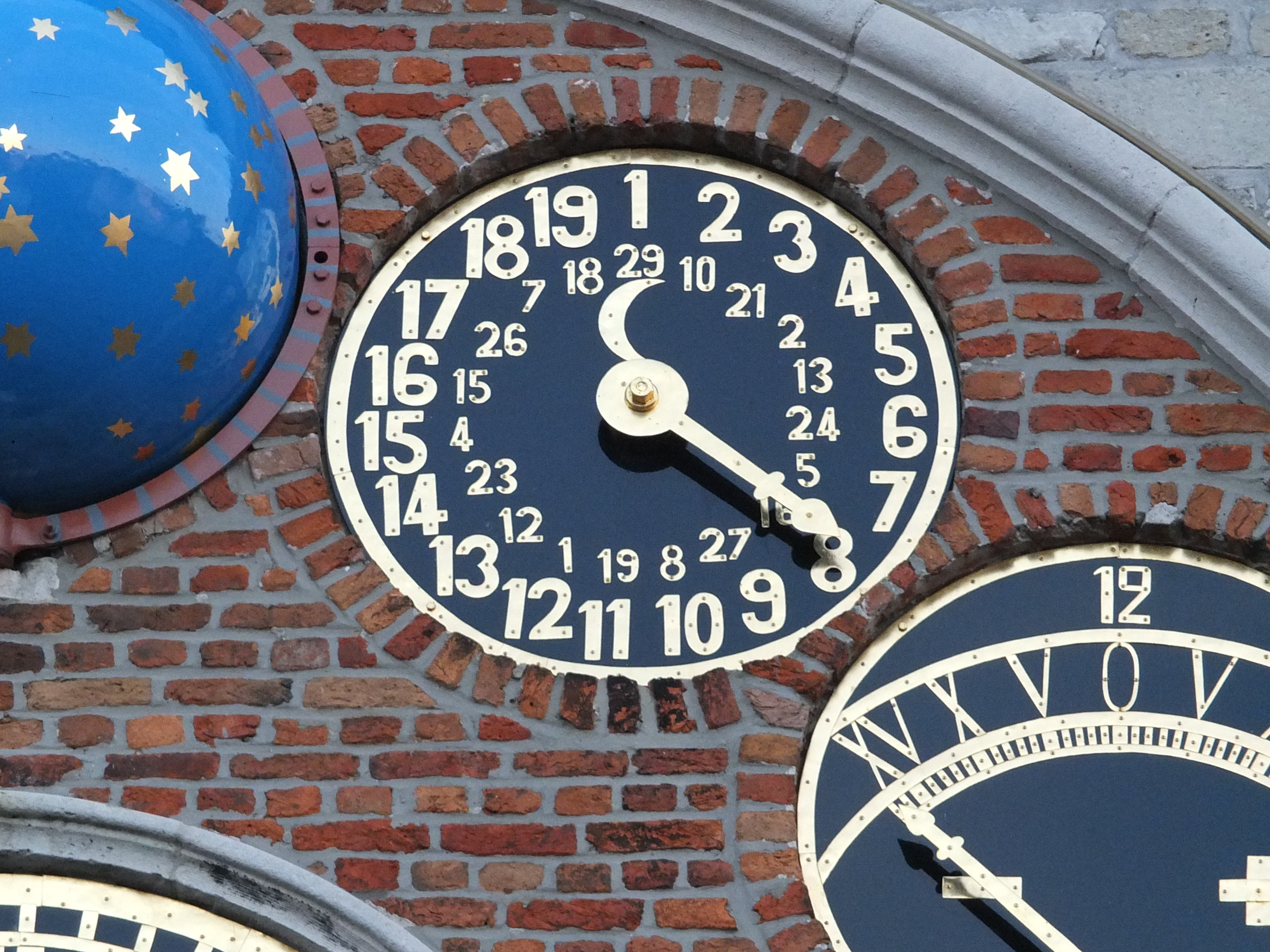
Метонов цикл и епакта

Анимация Луны, когда она циклически проходит через свои фазы. Видимое колебание Луны известно как либрация.

Стрелка на этом циферблате делает полный оборот за 19 лет. По истечении этого периода различные фазы Луны снова будут выпадать на одни и те же даты в году. Греческий астроном Метон Афинский доказал это в 433 году до нашей эры. На внешнем кольце стрелка указывает на золотое число, или номер текущего года в метоновом цикле. Внутреннее кольцо показывает епакту, которая является возрастом Луны на первое января текущего года.